# آتشکده و مدرسه مبارکه
آتشکده و مدرسه مبارکه مربوط به دوره قاجار است و در شهرستان تفت، روستای مبارکه واقع شده و این اثر در تاریخ ۲۴ اسفند ۱۳۸۳ با شمارهٔ ثبت ۱۱۶۵۴ به‌عنوان یکی از آثار ملی ایران به ثبت رسیده‌است.